# Богат, Александра Павловна
Александра Павловна Богат (Галицкая, Бочкова) (ноябрь 1898 — февраль 1981) — советский государственный деятель, участница Гражданской войны в России.

## Биография
Родилась в ноябре 1898 года в г. Екатеринослав в семье слесаря. По национальности русская. В 1913 году окончила 2-классное училище при Брянском заводе в Екатеринославе. До июня 1917 года ученица Екатеринославской женской гимназии, затем поступила на медицинский факультет Харьковского университета, где проучилась 2 курса.
С января 1919 года член коллегии реорганизации высшей школы Народного комиссариата просвещения Украинской ССР. Во время петлюровщины в подпольной коммунистической организации Харькова. С мая 1919 года политический комиссар 1-го, 2-го и 3-го хирургических госпиталей в Харькове. С сентября 1919 года член РКП(б). Участвовала в Гражданской войне в России в боях с войсками Деникина и Махно. С июня 1919 года помощник политического комиссара и комиссар по эвакуации прифронтовой полосы санитарных части 41-й стрелковой дивизии на Сумском направлении. С июля 1920 года комиссар КавМинВод Управления Народного комиссариата здравоохранения РСФСР в Пятигорске.
В 1920—1927 годах служила в Рабоче-крестьянской Красной армии. В годы Гражданской войны женщины получили возможность учиться на различных военных курсах. Были открыты кавалерийские курсы, впоследствии преобразованные в 1-ю Советскую московскую кавалерийскую школу, выпускницы которой служили в Первой конной армии С. М. Будённого. В 1922 году эту школу с наградой «золотыми часами» и со званием командира взвода окончила Александра Павловна Богат. После выпуска была назначена командиром взвода 2-го эскадрона в 19-м Манычском кавалерийском полку 4-й кавалерийской дивизии Первой конной армии, затем начальником разведки 21-го Доно-Ставропольского кавалерийского полка.
В 1924—1927 годах она окончила основной курс Военной академии РККА имени М. В. Фрунзе, но по состоянию здоровья демобилизовалась. Находясь в запасе комсостава, Александра Павловна работала в Осоавиахиме инструктором Отдела работниц и крестьянок ЦК ВКП(б) и готовила трудящихся женщин к обороне страны. В апреле-сентябре 1929 года ответственный секретарь ЦК общества Красного Креста РСФСР, член комиссии по чистке Госплана СССР. С сентября 1929 года заведующая группой, заместитель заведующего Отделом работниц и крестьянок ЦК ВКП(б). С февраля 1930 года член коллегии, заместитель народного комиссара здравоохранения РСФСР, член Президиума общества «Друг детей». На XVII съезде ВКП(б), который проходил в Москве с 26 января по 10 февраля 1934 года, избиралась членом Комиссии советского контроля при СНК СССР.
С марта 1934 года уполномоченная Комиссии советского контроля при СНК СССР по Крымской АССР в Симферополе. С апреля 1938 г. исполняющая обязанности заведующей, заведующая Бюро жалоб Комиссии советского контроля при СНК СССР в Москве. Постановлением Бюро Комиссии советского контроля при СНК СССР 8 июля 1938 года опросом (вкруговую) освобождена от работы в Комиссии советского контроля при СНК СССР. В качестве причины указано, что «в настоящее время муж Богат — военный работник Галицкий К. Н. арестован органами НКВД». Решение не было утверждено СНК СССР и ЦК ВКП(б). Постановлением Комиссии советского контроля при СНК СССР 23 августа 1939 года освобождена от работы в Комиссии советского контроля при СНК СССР «в связи с переходом на другую работу». Позже взяла фамилию мужа. С сентября 1939 по июль 1941 года студентка 2-го Московского медицинского института, с июля 1941 года находилась в эвакуации в Свердловске. С сентября 1943 по март 1946 года продолжила учёбу в Москве. С марта 1946 года инвалид 2-й группы. Проживала во Львове, когда муж был командующий войсками Прикарпатского военного округа, а после назначения его командующим войсками Одесского военного округа — в Одессе, с марта 1958 года в Тбилиси, так как Галицкий был командующий войсками Закавказского военного округа, с декабря 1961 года на иждивении мужа в Москве. С июля 1964 года на пенсии в Москве, персональный пенсионер республиканского значения. В Москве жила в «Доме правительства» на Берсеневской набережной Москвы-реки.
Умерла в феврале 1981 года, похоронена на Новодевичьем кладбище.

## Награды
Орден Ленина (22 марта 1933) указом «О награждении орденами Союза ССР в связи с 20-летием Международного Коммунистического Женского дня 8 марта» за «выдающуюся самоотверженную работу в области коммунистического просвещения работниц и крестьянок» как активного работника на фронтах гражданской войны.

## Семья
Второй муж Галицкий Кузьма Никитович (1897—1973) советский военачальник, генерал армии (1966), участник Великой Отечественной войны.
Сын Галицкий Юрий Кузьмич (1928—1978) преподаватель Военной академии им. М.В .Фрунзе, полковник.